# Тетте, Самуэль
Самуэль Тетте Котоко (англ. Samuel Tetteh Kotoko; 28 июля 1996, Аккра, Гана) — ганский футболист, нападающий клуба «Аданаспор».

## Карьера

### Клубная карьера
Самуэль выступал на родине, в Гане за «Западно-Африканскую Футбольную Академию». В сезоне 2016 в 13 матчах чемпионата он забил 5 мячей, в том числе отметился хет-триком в ворота «Секонди Хасаакас».
Летом 2016 года нападающий перешёл в австрийский «Ред Булл». 22 июля 2016 года ганец дебютировал за «Лиферинг», являющийся фарм-клубом зальцбуржцев. Спустя неделю Тетте отметился первым забитым мячом.
В январе 2017 года нападающий заключил новый, трёхлетний контракт с «Ред Буллом». Дебютировал за «Зальцбург» 25 октября в матче 1/8 финала Кубка Австрии 2017/18 против «Бад-Глайхенберга».
В январе 2018 года Тетте отправился в аренду в ЛАСК на полтора года. Летом 2019 года аренда была продлена на один сезон.
11 августа 2020 года Тетте был взят в аренду клубом MLS «Нью-Йорк Ред Буллз» до конца сезона 2020 с опцией выкупа. В американской лиге дебютировал 19 сентября в матче против «Цинциннати», заменив на 79-й минуте Брайана Уайта. По окончании сезона 2020 «Нью-Йорк Ред Буллз» не стал выкупать Тетте.
В январе 2021 года нападающий отправился в аренду в «Санкт-Пёльтен» до лета.
Летом 2021 года Тетте перешёл в клуб Первой лиги Турции «Аданаспор».

### Карьера в сборной
Тетте был включён в заявку молодёжной сборной Ганы для участия в чемпионате мира 2015. На турнире в Новой Зеландии Самуэль сыграл во всех четырёх матчах своей сборной на турнире.
1 сентября того же года нападающий дебютировал в основной сборной, выйдя на замену в товарищеской встрече со сборной Республики Конго. 3 сентября Самуэль отметился первым забитым мячом, открыв счёт в матче со сборной Руанды.
В начале 2017 года Тетте был включён в заявку сборной для участия в Кубке африканских наций. На турнире в Габоне нападающий принял участие в 2 матчах своей команды.